# Connersville Buggy Company
Connersville Buggy Company war ein US-amerikanischer Hersteller von Kraftfahrzeugen.

## Unternehmensgeschichte
Howard Van Auken gründete 1914 das Unternehmen in Connersville in Indiana. Zu dieser Zeit war Hochkonjunktur für Cyclecars. Er stellte einen Personenkraftwagen namens Connersville her, der jedoch ein Prototyp blieb und nicht in Serie ging. Stattdessen begann die Produktion von Nutzfahrzeugen. Bereits nach 8 Monaten endete die Produktion.

## Fahrzeuge
Der Pkw wird als Cyclecar beschrieben. Allerdings ist unklar, ob es die Kriterien für Cyclecars bezüglich Hubraum und Leergewicht erfüllt.
Die Lieferwagen hatten Elektromotoren.